# 宾阳县
23°13′20″N 108°48′20″E / 23.22222°N 108.80556°E
宾阳县（邮政式拼音：Pinyang）位于中国广西壮族自治区中南部，南宁市东北部，是南宁市所辖的一个县。县城宾州镇距南宁市城区公路里程90公里。縣人民政府駐宾州镇永武街235號。

## 人口
根据宾阳县第七次全国人口普查结果显示：2020年，宾阳县常住人口为801407人，其中：居住在城镇的人口为362779人，居住在乡村的人口为438628人，常住人口城镇化率达45.27%。

## 地理
地域介于北纬22°54′～23°27′，东经108°32′～109°15′之间。东与贵港市交界，南接横州市、青秀区，西连武鸣区、兴宁区，西北衔接上林县，北与上林县及来宾市为邻。

## 历史沿革
今宾阳县境，古为百越西瓯之地。夏、商、周为荆州地。秦一统后（公元前214年），地属桂林郡。西汉时属郁林郡。元鼎六年（公元前111年），设领方县（辖区境内有领方山而得名），为县地建立行政建置之始，治所位于今宾州古城村一带。唐貞觀五年（631年），在岭方县域置宾州（因州境内有宾水而得名），为县地设州行政建置之始。
民国元年（1912年），改名宾阳（城区在宾水之北故名）。中华人民共和国成立后，1949年12月宾阳划属南宁专区管辖。1971年，南宁专区改称南宁地区。2003年6月27日，南宁地区撤销，宾阳划归南宁市管辖。

## 行政区划
宾阳县辖16个镇：
宾州镇、黎塘镇、甘棠镇、思陇镇、新桥镇、新圩镇、邹圩镇、大桥镇、武陵镇、中华镇、古辣镇、露圩镇、王灵镇、和吉镇、洋桥镇、陈平镇和廖平农场。

## 交通

### 铁路
- 南广高铁：宾阳站
- 湘桂铁路：黎塘站
- 黎湛铁路：黎塘站
- 柳南城际铁路：宾阳站

### 高速公路
- 柳南高速公路

- 贵隆高速公路

- 三南高速公路

- 六賓高速公路

### 公路
- 242国道、 322国道、 358国道

## 文化

### 炮龙节
正月期间，民间每年都有组织特色炮龙节，宾阳炮龙节在正月十一开始进行，被称为“东方狂欢节”。20岁左右的年轻小伙舞龙过街，居民街坊都会用点燃鞭炮以示迎接。据说炮龙拜年会带来好运，抢到龙珠的来年必会得贵子。炮龙节给正月增添了许多喜庆。

### 语言
宾阳语言资源丰富，境内分布有宾阳话（本地话），白话（粤语），新民话（客家话），壮话等方言，其中全县90%的人口说宾阳话。宾阳话属于桂南平话的一种，桂南平话传统上属于粤语的一支，但近年来有学者试图把桂南平话列為獨立的方言，從粤语剔出。

## 名人
- 林黛，1953-64年香港國語電影當紅演員。
- 程思远
- 陸超祺，中國著名報人，1949-1989年在《人民日報》工作。